# Val Mesolcina

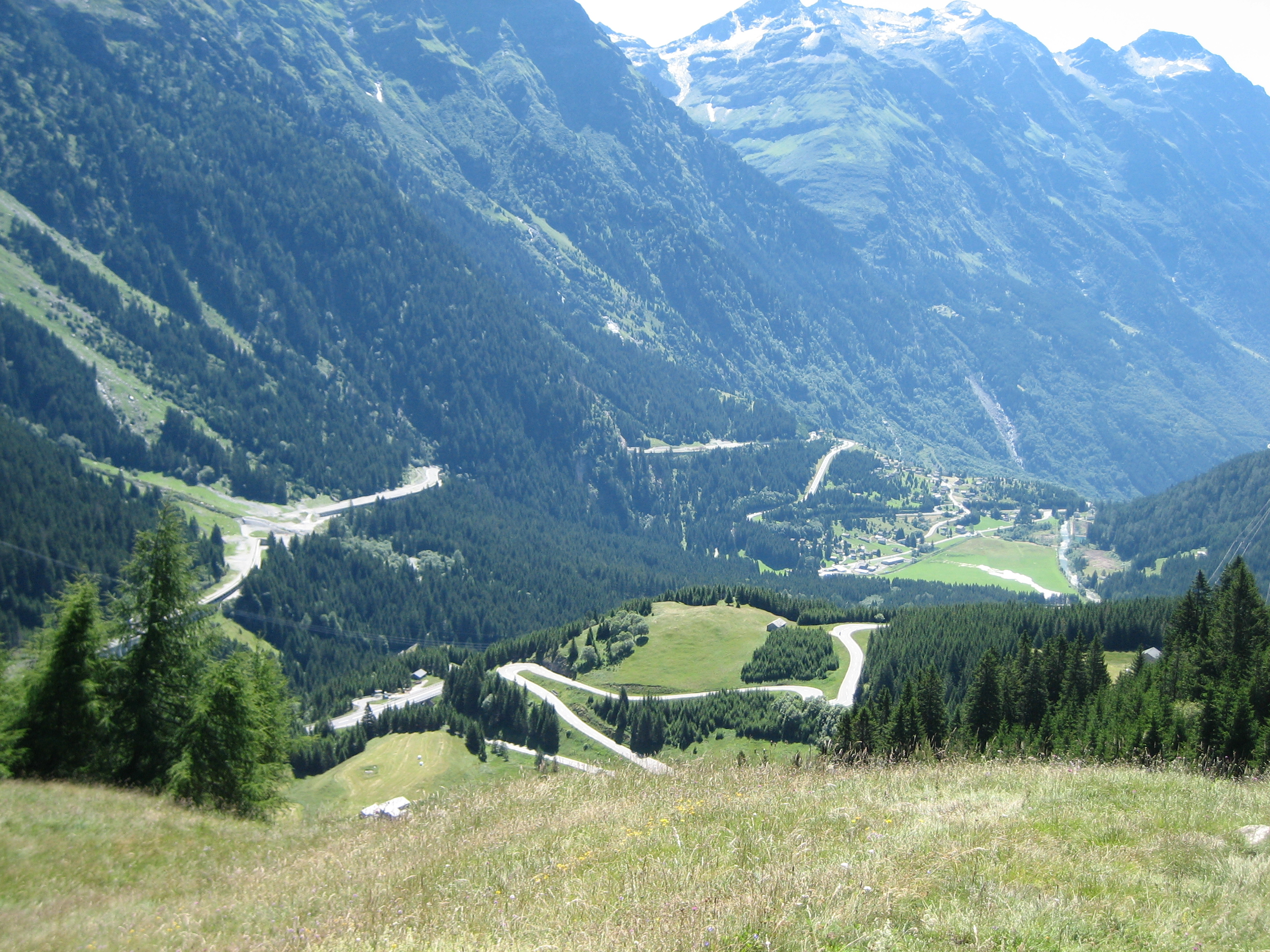

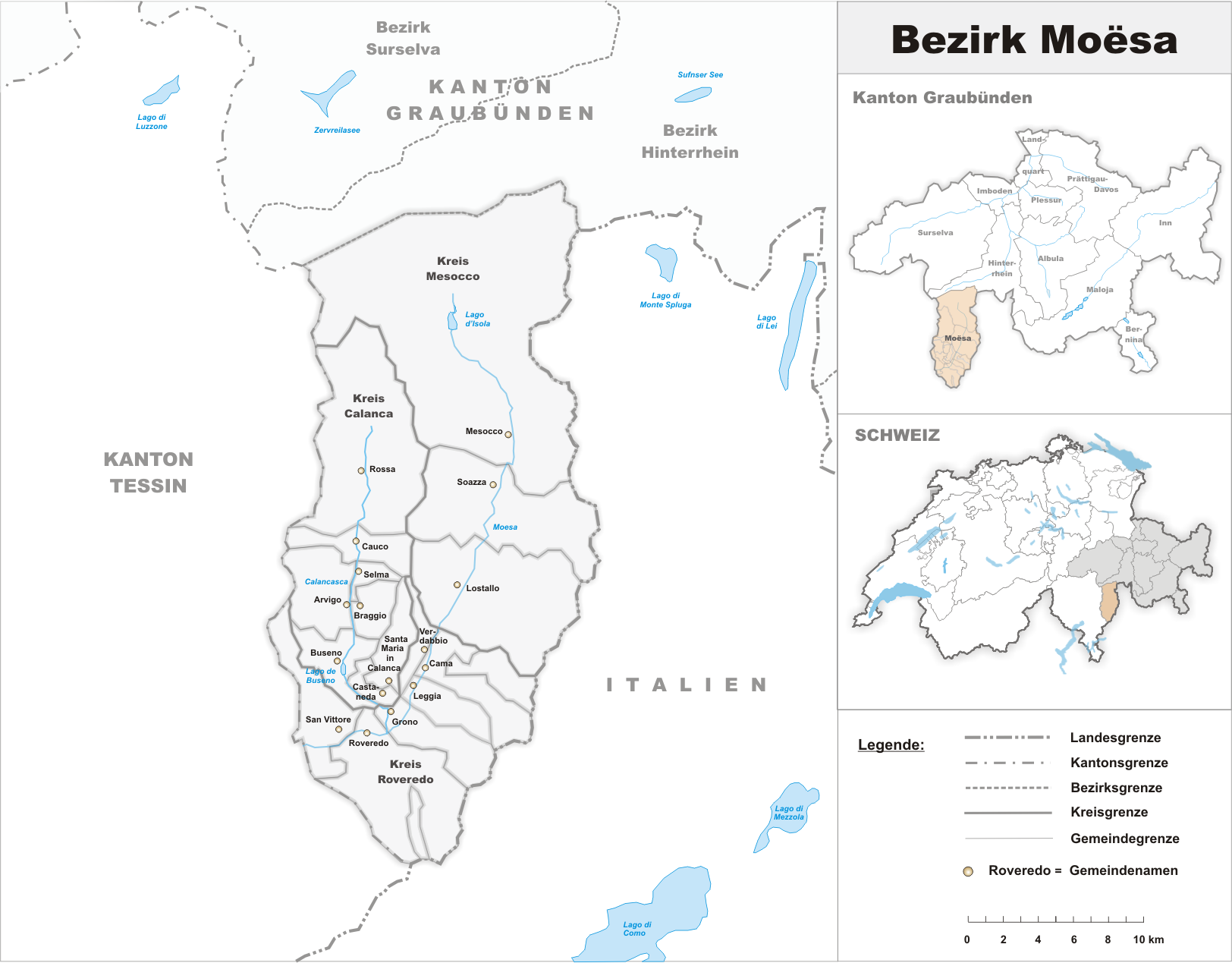
Distriktet Moesa.

Val Mesolcina eller Valle Mesolcina (italienska; tyska Misox, rätoromanska Val Mesauc) är en dalgång i södra Graubünden i Schweiz, som ungefär sammanfaller med östra delen av distriktet Moesa (kretsarna Mesocco och Roveredo). Genom dalen rinner floden Moesa söderut.